# Zygothrica flavifrons
Zygothrica flavifrons är en tvåvingeart som beskrevs av David Grimaldi 1990. Zygothrica flavifrons ingår i släktet Zygothrica och familjen daggflugor. Inga underarter finns listade i Catalogue of Life.